# Geboorte van de Moeder Gods-kerk (Moskou)
De Kerk van de Geboorte van de Moeder Gods (Russisch: Храм Рождества Пресвятой Богородицы) is een Russisch-orthodox kerkgebouw in de Russische hoofdstad Moskou. De kerk behoort tot het Drie-eenheidsdecanaat van het bisdom Moskou.

## Geschiedenis
De eerste Geboortekerk van de Moeder Gods was een houten kerk en werd op een kleine afstand van de huidige locatie gebouwd op het land van de bojaar Nikitia Ivanovitsj Romanov, een neef van tsaar Michaël I van Rusland. De huidige kerk werd gebouwd in de jaren 1682-1684 in de nederzetting Boetirskaja waar een belangrijk grenadiersregiment was gelegerd. De kerk werd gewijd door patriarch Joachim.

## Sovjetperiode
Na de Oktoberrevolutie werd het gebouw bijna onmiddellijk als volwaardig monument van architectuur erkend. Maar in het begin van de jaren '20 werd de kerk het vieren van regelmatige erediensten onmogelijk gemaakt en in 1935 werd de kerk gesloten en overgedragen aan een fabriek. De nieuwe eigenaar ging weinig zachtzinnig met het gebouw om en misvormde het monument danig. De klokkentoren werd grotendeels gesloopt, zo ook de vijf koepels van de kerk. De parochieschool, de ommuring en het armenhuis vielen eveneens onder de sloophamer. Hetgeen van de kerk resteerde werd nog eens verschrikkelijk verminkt ook. In 1970 werd de kerk in tweeën gesplitst door de afbraak van de refter. Tussen de goeddeels gesloopte toren en het hoofdgebouw van de kerk verscheen een foeilelijke nieuwbouw. De resten van de lege toren bleef als monument van architectuur verweesd achter, terwijl het kerkgebouw, door de brede en hoge nieuwbouw volledig afgescheiden van de toren, een ander adres kreeg en als gevolg daarvan niet meer onder monumentenbescherming viel. De fabriek ging zo onzorgvuldig met het monument om, dat er zelfs vanuit de overheid pogingen werden ondernomen om de fabriek tot orde te roepen.

## Heropening
In de jaren 90 eiste de regering van de Russische Federatie herhaaldelijk de teruggave van de kerk aan de gelovigen. Het overblijfsel van de klokkentoren werd in 1998 teruggegeven aan de Russisch-orthodoxe Kerk, alwaar een altaar werd gewijd aan de heiligen Sergius van Radonezj en Dmitri Donskoi. Op 15 april 2000 vaardigde Vladimir Poetin het decreet uit dat de fabriek "Znamya" de kerk diende over te dragen aan de kerkelijke gemeente. De fabriek bleef echter hardnekkig de overdracht weigeren. Tot slot werd een onteigeningsprocedure ingezet waarmee het kerkgebouw in handen van de staat kwam. Vervolgens werd de kerk door de staat overgedragen aan de Russisch-orthodoxe Kerk.
In het jaar 2012 werd de klokkentoren weer geheel herbouwd. Er is een bescheiden begin gemaakt met het herstel van de kerk..